# Arbaa Rasmouka
Arbaa Rasmouka  (in arabo أربعاء رسموكة‎?) è un centro abitato e comune rurale del Marocco situato nella provincia di Tiznit, regione di Souss-Massa. Conta una popolazione di 5 964 abitanti (censimento 2014).